# Хоменко, Борис Иосифович
Борис Иосифович Хоменко (11 февраля 1940, Красноярск — 26 июля 2015, Барнаул) — советский футболист, защитник, тренер.
Родился в 1940 году в Красноярске. В 1944 году переехал в Рубцовск с матерью и сёстрами — старшей и младшей. Начинал играть в футбол, баскетбол и гандбол в 1956 году в местном «Локомотиве». В 1959 году перешёл в рубцовское «Торпедо», с 1959 года играл в соревнованиях команд мастеров по 1969 год. В 1970—1976 годах — тренер «Вымпела» Рубцовск в чемпионате и Кубке Алтайского края. В 1977—1987 — старший тренер «Торпедо». В 1988—1991 годах — главный тренер «Динамо» Барнаул, в 1992—1993 — директор (президент) клуба. Затем — член краевой федерации футбола.
В 1960-х работал судьёй в хоккее с шайбой.
Окончил Омский институт физкультуры (1970).
Награждён памятной медалью «10 лучших тренеров России» (1985).
Ежегодно в честь Хоменко в Рубцовске в апреле проводится детский футбольный турнир.
Скончался 26 июля 2015 года.